# Henry de Jouvenel

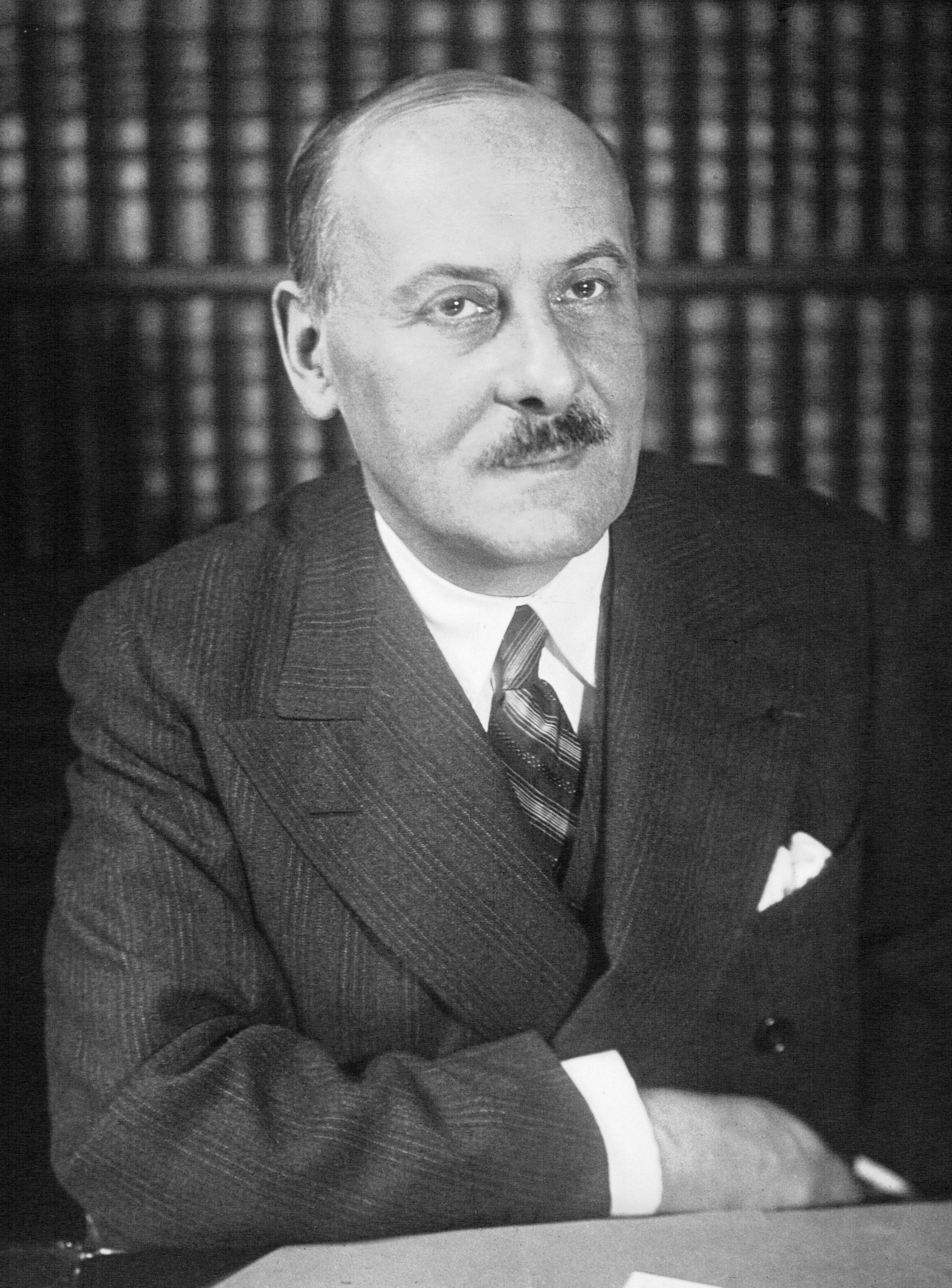
Henry de Jouvenel

Bertrand Henry Léon Robert de Jouvenel des Ursins (* 2. April 1876 im 8. Arrondissement (Arrondissement de l’Élysée), Paris; † 5. Oktober 1935 ebenda) war ein französischer Journalist, Politiker und Diplomat, der unter anderem von 1921 bis 1935 Mitglied des Senats, 1924 Minister für öffentlichen Unterricht, schöne Künste und technische Ausbildung sowie von 1925 bis 1926 Hochkommissar der Levante war. Er fungierte zudem 1933 als Botschafter in Italien sowie 1934 als Überseeminister war.

## Leben
Bertrand Henry Léon Robert de Jouvenel des Ursins, Sohn von Raoul de Jouvenel und älterer Bruder des Journalisten Robert de Jouvenel, wurde nach dem Besuch des Collège Stanislas und einem Studium an der PariserJournalistenschule ESJ (École supérieure de journalisme de Pris) 1902 Kabinettschef des Justizministers sowie 1906 Kabinettschef des Handelsministers und arbeitete anschließend als Journalist für die Tageszeitungen „L’Humanité“ und „Le Journal“, ehe er neben Stéphane Lauzanne zum Chefredakteur der Tageszeitung „Le Matin“.wurde. Neben dieser Tätigkeit diente er während des Ersten Weltkrieges als Sergeant und dann als Offizier im 23. Territorialinfanterieregiment (23e régiment d’infanterie territoriale), mit dem er an der Schlacht um Verdun (21. Februar bis 19. Dezember 1916) teilnahm. Am 13. Juli 1917 wurde er Kabinettschef des Unterstaatssekretärs im Ministerium für die Handelsmarine, Anatole de Monzie sowie dessen Nachfolgers Henry Lémery, und führte als Delegierter der Triple Entente diplomatische Missionen in Rom durch.
Am 9. Januar 1921 wurde Jouvenel erstmals zum Mitglied des Senats (Sénat) gewählt und vertrat in diesem nach seiner Wiederwahl am 14. Januar 1930 bis zu seinem Tode am 4. Oktober 1935 das Département Corrèze. Im Kabinett Poincaré III übernahm er zwischen dem 29. März und dem 9. Juni 1924 den Posten als Minister für öffentlichen Unterricht, schöne Künste und technische Ausbildung (Ministre de l’Instruction publique, des Beaux-arts et de l’Enseignement technique). Als Nachfolger von Maurice Sarrail wurde er im Dezember 1925 Hochkommissar der Levante und damit Verantwortlicher für das Völkerbundmandat für Syrien und Libanon. Er bekleidete das Amt des Hochkommissars bis zu seiner Ablösung durch Henri Ponsot am 12. Oktober 1926. Als Nachfolger von Maurice Delarue-Caron de Beaumarchais war er von 1933 bis zu seiner Ablösung durch Charles de Chambrun 1933 Botschafter im Königreich Italien. Im Kabinett Daladier II fungierte er zuletzt vom 30. Januar bis zum 9. Februar 1934 kurzzeitig noch als Kolonialminister (Ministre des Colonies).
Jouvenel war Vater des Ökonomen und politischen Philosophen Bertrand de Jouvenel (1903–1987) und des Schriftstellers und Herausgebers Renaud de Jouvenel (1907–1983). Aus seiner von 1912 bis 1923 bestehenden Ehe mit der Schriftstellerin, Varietékünstlerin und Journalistin Colette (1873–1954) ging zudem die Journalistin, Widerstandskämpferin und Feministin Colette de Jouvenel (1913–1981) hervor.